# Акутни епиглотитис
Акутни епиглотитис је брзо напредујућа инфекција епиглотиса (хрскавице која игра важну улогу у заштити дисајних путева током гутања и која затвара улаз у гркљан (ларинкс) и трахеју) и околног ткива, и може довести до опструкције горњих дисајних путева и смртног исхода. Болест се може јавити у било ком животном добу, али је њена учесталост највећа код деце узраста две до шест година.

## Епидемиологија
Епиглотитис је ретка болест, која погађа 1—4 на 100.000 становника на глобалном нивоу.
Накок широко распрострањеног увођења вакцине против бактерије Хемофилус инфлуенце типа б (Хиб), акутни епиглотитис је данас изузетно ретка болест код деце.
Постоји контроверза и супротстављени ставовови око тога да ли се инциденција код одраслих може или не мора повећавати.
Уобичајена старост деце у моменту обољевања је 2—5 година. Код одраслих болест се најчешће јавља у 40-тим и 50-тим годинама живота и погађа више мушкарце него жене.
Одрасле особе које оболе од епиглотитиса највероватнији, већ имају друга основна медицинска стања која утичу на њихов имунитет системски или локално, и то доводи до појаве болести.

## Етиопатогенеза
Острукција дисајних путева, изазвана акутним епиглотитисом настаје услед запаљењског едема гркљана, ариепиглотисних набора, валекуле и пириформних синуса, док су глотис и субглотисни простор захваћени отоком. 
Најчешћи проузроковач епиглотитиса су:
- Хемофилус инфлуенце тип б (најзаступљенији)
- Стрептококус ауреус,
- Бета хемолитички стрепток,
- Стрептококус пнеумоније
- Респираторни вируси (врло ретко).

Акутни епиглотитис, због интензивне инфекције обично доводи до генерализоване токсемије. 

## Клиничка слика
Болест почиње нагло са следећим знацима и симптомима:
- болесник је интоксициран,
- раздражљив,
- има гушобољу,
- високу температуру,
- жали се на отежано гутање,
- седи нагнуто напред, истурене браде и отворених уста из којих цури пљувачка.

Кашаљ обично не постоји, али постоји ретракција меких ткива при инспиријуму, а тешка опструкција горњих дисајних путева праћена је цијанозом и тахикардијом, које су последица хипоксемије. 
И док се сви горенаведени симптоми код деце јављају „из чиста мира”, код претходно здравог детета, код одраслих, клиничка слика се спорије развија, и потребно је више од 24 сата да достигне свој врхунац. Разлог за то је већи промер респираторног тракта код одраслих, због чега, се код одраслих понекад и не виде знаци упале ждрела.

## Дијагноза
Због могућности јатрогено изазваног гушења директан преглед усне дупље је забрањен. Дијагноза се заснива на примени следећих метода:
- Фибер-оптичка ларингоскопија, остаје „златни стандард” за дијагностиковање епиглотитиса, јер се епиглотис може видети директно. Ларингоскопија код ових пацијената треба да се спроводи само у просторијама као што су операционе сале које су припремљене за интубацију или трахеостомију у случају нагле опструкције горњих дисајних путева.
- Латерални рендгенски снимци врата, могу бити корисни ако ларингоскопија није могућа. Радиографија меких ткива врата може показати знак отиска палца.[8]
- Брисеви грла, се могу узимати тек када су ваздушни путеви сигурни, или када су објекти за интубацију или трахеостомију при руци.
- Култура крви, може се узимати ако је пацијент системски болестан.
- Имиџинг методе ЦТ или МРИ могу се обавити ако се сумња на формирање периглотисног апсцеса.

## Диференцијална дијагноза
Код акутног епиглотитиса диференцијално дијагностички треба посумњати на:
- Ларингитис (круп — акутну упала доњег и горњег респираторног система, најчешће узроковану вирусом параинфлуенце типа 1.) * * Страно тело у дисајним путевима.

Како епиглотитис има неколико заједничких особина са крупом, али и неколико важних разлика, она су приказана на доњој табели:
| Акутни епиглотитис                                                                         | Круп                                                                                                  |
| ------------------------------------------------------------------------------------------ | --- |
| Почетак је акутан и буран                                                                  | Почетак је постепен                                                                                   |
| Најчешћа старост болесника је 2 — 8. година (код невакцинисане деце), и у одраслих         | Најчешћа старост болесника је 6 — 36 месеци                                                           |
| Кашаљ у облику лавежа је редак                                                             | Кашаљ у облику лавежа је карактеристичан знак                                                         |
| Епиглотис је изражено едематозан и јако црвен                                              | Епиглотис може бити едематозан                                                                        |
| Радиграфија врата показује знаке повећаног епиглотиса (знак палца) и повећање хипофаринкса | Радиграфија врата показује знаке супепиглотичног сужења (знак звоника) и епиглотис нормалне величине. |

Због неадекватне диференцијалне дијагнозе, што обично има за последица отежану диференцијацији између акутног епиглотитиса и мање ургентних узрока болног грла, отежаног дисања и дисфагије, долази до касног упућивања болесника у јединицу интензивне неге, што је понекад и фатално.

## Терапија
Антибиотска терапија се обично започиње без претходне бактеријске културе. Када се у ванболничким условима посумња на епиглотитис, треба дати прву дозу антимикробне терапије (цефалоспорини 2. или 3. генерације) и хитно организовати транспорт у болницу са могућошћу тимског збрињавања детета. Транспорт треба да буде у седећем положају, уз примену оксигенотерапије
преко маске, у пратњи анестезиолога.
Пацијентима са знацима опструкције горњих дисајних путева, код којих постоји сумња на епиглотитис, приоритет треба да буде осигурање пролазности дисајног пута. Трахеална интубација пацијента са епиглотитисом мора се увек сматрати као потенцијално тешка процедура. Требало би је увек радити у операционој сали са приправном екипом за извођење непосредне трахеотомије,
уколико је то неопходно. У случају дијагнозе епиглотитиса, пожељна је фибереоптичка назална интубација или ригидна бронхоскопија, користећи ендотрахеалну цев са знатно мањим пречником.
Терапија дексаметазоном или небулизованим будезонидом могу се користити у покушају да се ограничи едем и тиме смањи опструкција.

## Прогноза
Велика већина пацијената ће се потпуно опоравити, након лечења без последица, јер рана дијагноза и лечење смањује потребу за интубацијом која је нпр. у серији од преко 300 случајева била потребна само у 15% случајева.
Исходи код одраслих су у начелу добри, с мање случајева који требају интубацију него код деце. Међутим, смрт се може догодити брзо ако се стање не препозна одмах, и настаје због изненадне и потпуне опструкције дисајних путева. 

## Компликације
Компликације акутног епиглотитиса су обично дубоке инфекције врата (апсцеси и до 25%), сепса, грануломи, менингитис, пнеумоторакс, пнеумо-медијастинитис (веома ретко) или пак рецидив болести.

## Превенција
Вакцинација против Хиб-а значајно је смањила учесталост акутног епиглотитиса код деце у оним земљама у којима је вакцинација укључена у рутински протокол вакцинације за децу.